# Bölkendorf
Bölkendorf ist ein Ortsteil der Stadt Angermünde im Landkreis Uckermark im Nordosten des Landes Brandenburg. Der Ort wurde am 26. Oktober 2003 eingemeindet und war vorher eine eigenständige Gemeinde.

## Lage
Bölkendorf liegt sieben Kilometer Luftlinie südlich der Stadt Angermünde im Biosphärenreservat Schorfheide-Chorin. Die Gemarkung des Ortes grenzt im Nordosten an Neukünkendorf, im Osten an den zur Gemeinde Parsteinsee gehörenden Ortsteil Parstein, im Süden und Westen an den Choriner Ortsteil Serwest sowie im Nordwesten an Herzsprung. Südlich grenzt Bölkendorf an den Parsteiner See, der vollständig zu Serwest gehört. Der Ort selbst liegt am Ostufer des Krummen Sees und am Dammsee, auf der Gemarkung Bölkendorfs liegen noch sechs weitere benannte Seen.
Das Dorf liegt an der Landesstraße 273. Die Bundesstraßen 158 (Bad Freienwalde–Prenzlau) und 198 (Joachimsthal–Angermünde) sind jeweils drei Kilometer von Bölkendorf entfernt.

## Geschichte
Archäologische Funde aus der Bronzezeit rund um den Parsteiner See deuten darauf hin, dass die Region um Bölkendorf bereits um 1940 v. Chr. besiedelt war. Das heutige Bölkendorf wurde Anfang des 13. Jahrhunderts von deutschen Kolonisten gegründet und erstmals in einer Urkunde aus dem Jahr 1346 als Boldekendorp urkundlich erwähnt. Der Ortsname ist nach Reinhard E. Fischer von einem deutschen Personennamen abgeleitet. Bei der Ersterwähnung war Bölkendorf in mehrere Anteile aufgeteilt. Der größte Teil der Gemarkung gehörte dem Kloster Chorin, die kleineren Anteile waren unter den von Ahlimb und mehreren anderen Familien aufgeteilt. Im Landbuch der Mark Brandenburg waren für Bölkendorf 54 Hufen verzeichnet. In dem Ort waren 13 Kossätenfamilien ansässig und es gab einen Dorfkrug.
Der Kirchenbau von Bölkendorf wurde 1354 fertig gestellt. Im Verlaufe der Zeit wurden die Anteile Bölkendorfs nach und nach durch Mönche des Klosters Chorin erworben, sodass sich dieses ab 1442 im Besitz des gesamten Ortes befand. 1446 wurde schließlich ein Hans von Buch Landvogt über die Dörfer Crussow (Chrühsow), Stolzenhagen und Bölkendorf (Böldekendörp). 1571 gab es in Bölkendorf einen Lehnschulzenhof mit vier freien und zwei Pachthufen. Während des Dreißigjährigen Krieges blieb Bölkendorf zunächst von Kampfhandlungen verschont, noch 1624 lebten der Dorfschulze, zwölf Bauern und acht Kossäten im Ort. Erst 1637 wurde Bölkendorf von der kaiserlich schwedischen Armee überfallen und geplündert. Durch den Krieg und die zeitgleich wütende Pest lebten 1653 noch ein Dorfschulze, ein Hüfner und zwei Kossäten sowie einige holländische Neuansiedler im Ort. Ab Anfang des 18. Jahrhunderts verbesserte sich die Lage in Bölkendorf wieder. 1743 hatte der Ort bereits wieder 170 Einwohner. Im Jahr 1810 kam es in Bölkendorf zu einem Großbrand, bei dem der gesamte südliche Teil des Ortes zerstört wurde. 1848 gab es in Bölkendorf ein Lehngut, zehn Bauerngehöfte, sechs Kossätenhöfe, acht Büdner sowie jeweils einen Hirten, eine Schäferei und eine Weberei. 1816 wurde der Stolpirische Kreis, zu dem Bölkendorf bis dahin gehört hatte, aufgelöst und die Gemeinde ging im Landkreis Angermünde auf.
Im Jahr 1912 wurde Bölkendorf an das Stromnetz angeschlossen. Im Zuge der Auflösung der Gutsbezirke in Preußen am 30. September 1928 wurde der westlich von Bölkendorf liegende Gutsbezirk Parsteinwerder in die Gemeinde eingegliedert. Zur Zeit des Nationalsozialismus wurde ab 1941 mit dem Aufbau des Großbunkers Bölkendorf begonnen, der als Sendestelle des Oberkommandos der Kriegsmarine genutzt wurde. Gegen Ende des Zweiten Weltkrieges wurde Bölkendorf am 26. April 1945 von der Roten Armee besetzt. Zu DDR-Zeiten schlossen sich die Bauern in Bölkendorf in einer Landwirtschaftlichen Produktionsgenossenschaft vom Typ III zusammen. 1961 wurde im Ort ein Erntekindergarten eröffnet. 1969 fusionierte die Bölkendorfer LPG mit der LPG des Nachbarortes Parstein mit Sitz in Parstein. Im folgenden Jahr wurde die Schule in Bölkendorf geschlossen, die Kinder des Ortes wurden fortan in Lunow unterrichtet.
Bei der DDR-Kreisreform wurde die Gemeinde Bölkendorf dem Kreis Eberswalde im Bezirk Frankfurt (Oder) zugeordnet. Seit der Wende sowie der brandenburgischen Kreisreform im Dezember 1993 gehört Bölkendorf zum Landkreis Uckermark, am 26. Oktober 2003 wurde der Ort nach Angermünde eingemeindet.

## Sehenswürdigkeiten
- Die evangelische Dorfkirche Bölkendorf ist ein Granitquaderbau, der in der zweiten Hälfte des 13. Jahrhunderts errichtet wurde. Die Kirche besteht aus einem Langhaus mit einer halbkreisförmigen Apsis und einem Dachturm mit Schweifhaube aus dem Jahr 1767. In diesem Jahr wurden auch die früheren kleinen Spitzbogenfenster durch größere Stichbogenfenster ersetzt.[4] Die Ausstattung stammt größtenteils aus dem 17. Jahrhundert, die Glocke von Johann Friedrich Thiele stammt aus dem Jahr 1727.[5] Die Kirchengemeinde Bölkendorf gehört dem Kirchenkreis Barnim in der evangelischen Kirche Berlin-Brandenburg-schlesische Oberlausitz an.
- Das unter Denkmalschutz stehende Mittelflurhaus mit Wirtschaftshof wurde um das Jahr 1786 herum errichtet. Das Mittelflurhaus ist ein verputzter Fachwerkbau mit Satteldach. In den 1880er-Jahren erfolgte eine Sanierung und Erweiterung dieses Gebäudes. Zu dem Wirtschaftshof gehört ein Stall aus Feldstein und Ziegeln, der im Jahr 1930 errichtet wurde.

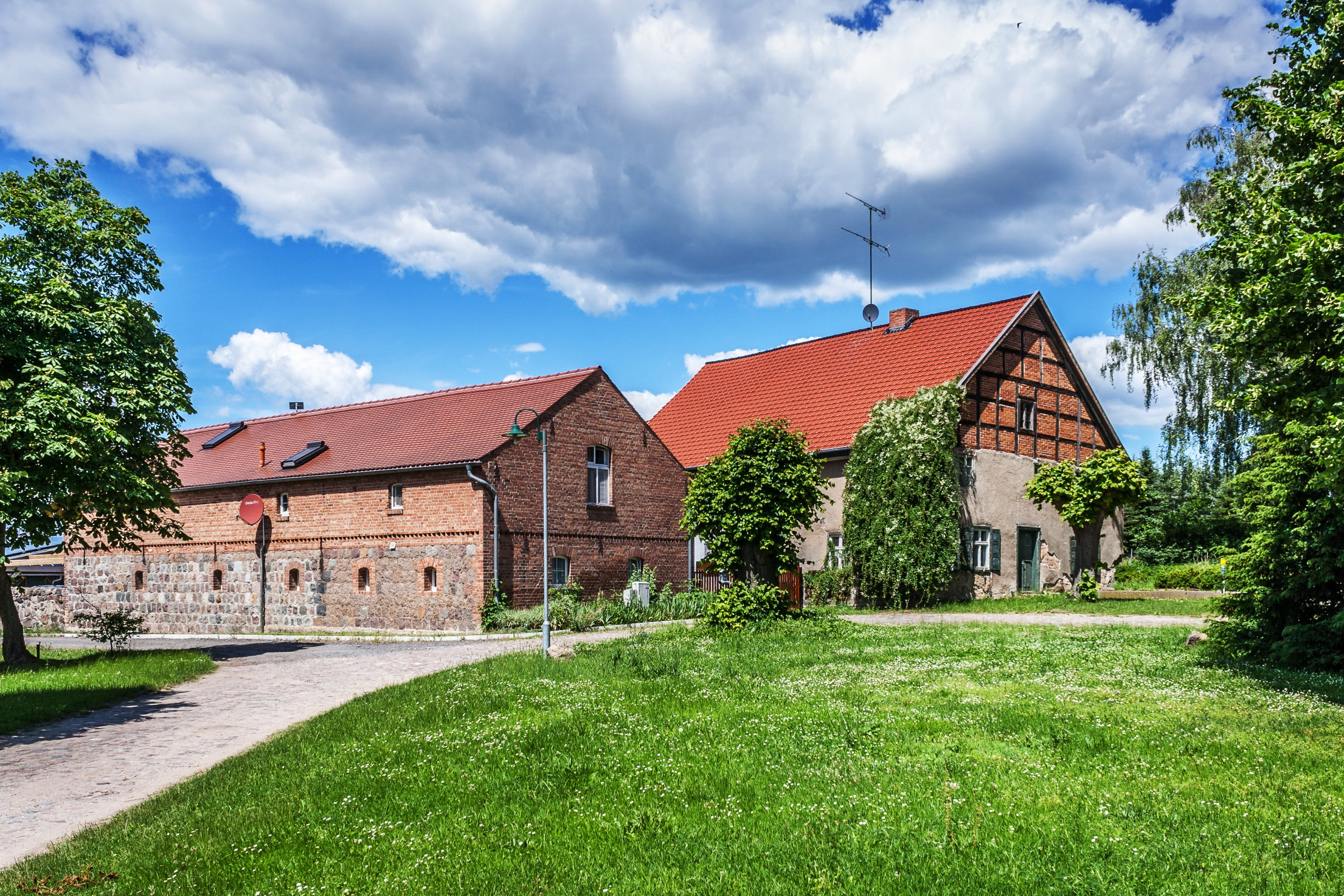
Denkmalgeschütztes Mittelflurhaus aus den 1780er-Jahren
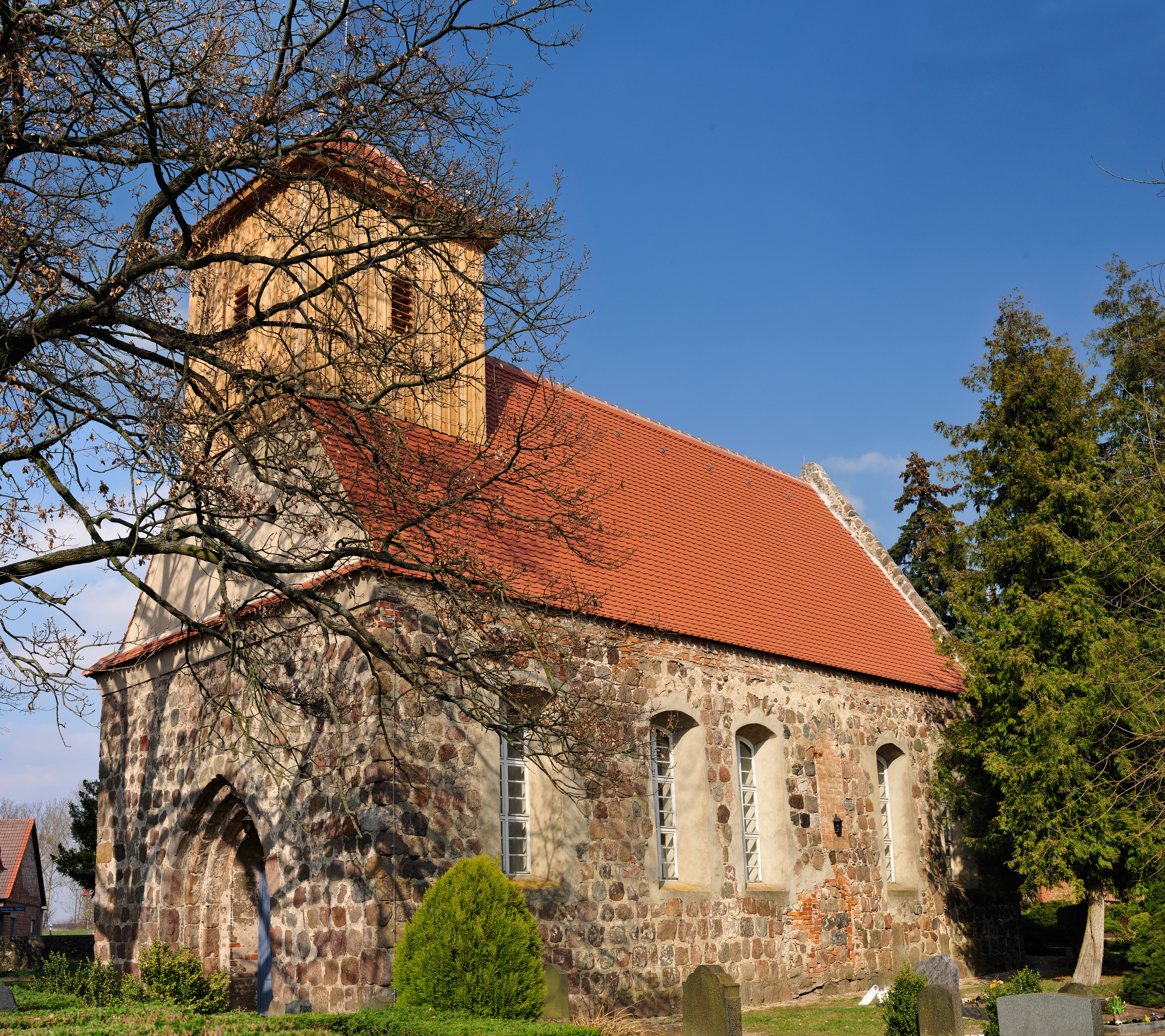
Dorfkirche Bölkendorf

## Einwohnerentwicklung
| Jahr | Einwohner |
| ---- | --------- |
| 1875 | 252       |
| 1890 | 255       |
| 1925 | 262       |
| 1933 | 249       |
| 1939 | 239       |

| Jahr | Einwohner |
| ---- | --------- |
| 1946 | 340       |
| 1950 | 325       |
| 1964 | 216       |
| 1971 | 257       |
| 1981 | 227       |

| Jahr | Einwohner |
| ---- | --------- |
| 1989 | 192       |
| 1994 | 174       |
| 1998 | 144       |
| 2002 | 136       |
| 2012 | 137       |

| Jahr | Einwohner |
| ---- | --------- |
| 2020 | 121       |

Gebietsstand des jeweiligen Jahres